# حسین مدنی
حسین مدنی (زادۀ ۲۱ فروردین ۱۳۰۵) کارگردان، فیلم‌نامه‌نویس، تهیه‌کننده، تدوین‌گر و هنرپیشه اهل ایران است.
از دیگر فعالیت‌های او می‌توان به نویسندگی داستان‌های طنز و کتاب‌های نقش طنز در ادبیات ایران، کشکول مدنی (جنگینه)، دیوان اشعار و نوچهٔ لوطی همت و همکاری در رادیو اشاره کرد.

## بازیگر
- دزد شهر (۱۳۴۳)
- قاصد بهشت (۱۳۳۷)

## کارگردان
- آفتاب مهتاب (۱۳۴۹)
- پسر زاینده رود (۱۳۴۹)
- ستاره هفت آسمان (۱۳۴۷)
- سوغات فرنگ (فیلم ۱۳۴۶) (۱۳۴۶)
- کلید بهشت (۱۳۴۵)
- نخاله قهرمان (۱۳۴۵)
- سه تا بزن‌بهادر (۱۳۴۴)
- افسانه دهکده (۱۳۴۳)
- جاهل‌ها و ژیگول‌ها (۱۳۴۳)
- چهار تا شیطون (۱۳۴۳)
- دزد شهر (۱۳۴۳)
- با معرفت‌ها (۱۳۴۲)
- خانم عوضی گرفتی (۱۳۴۰)
- عسل تلخ (۱۳۴۰)
- شانس و عشق و تصادف (۱۳۳۸)
- جدال با شیطان (۱۳۳۲)

## نویسنده
- هم‌کلاس (فیلم ۱۳۵۶) (۱۳۵۶)
- آفتاب مهتاب (۱۳۴۹)
- پسر زاینده رود (۱۳۴۹)
- ستاره هفت آسمان (۱۳۴۷)
- سوغات فرنگ (۱۳۴۶)
- کلید بهشت (۱۳۴۵)
- نخاله قهرمان (۱۳۴۵)
- سه تا بزن‌بهادر (۱۳۴۴)
- افسانه دهکده (۱۳۴۳)
- جاهل‌ها و ژیگول‌ها (۱۳۴۳)
- چهار تا شیطون (۱۳۴۳)
- دزد شهر (۱۳۴۳)
- با معرفت‌ها (۱۳۴۲)
- خانم عوضی گرفتین (۱۳۴۰)
- عسل تلخ (۱۳۴۰)
- حاجی جبار در پاریس (۱۳۳۹)
- شانس و عشق و تصادف (۱۳۳۸)
- قاصد بهشت (۱۳۳۷)
- برهنه خوشحال (۱۳۳۶)
- شب‌نشینی در جهنم (۱۳۳۵)

## تهیه‌کننده
- آفتاب مهتاب (۱۳۴۹)
- پسر زاینده رود (۱۳۴۹)
- سوغات فرنگ (۱۳۴۶)
- کلید بهشت (۱۳۴۵)
- نخاله قهرمان (۱۳۴۵)
- جاهل‌ها و ژیگول‌ها (۱۳۴۳)
- دزد شهر (۱۳۴۳)
- با معرفت‌ها (۱۳۴۲)
- خانم عوضی گرفتین (۱۳۴۰)
- عسل تلخ (۱۳۴۰)
- شانس و عشق و تصادف (۱۳۳۸)
- جدال با شیطان (۱۳۳۲)

## تدوین
- کلید بهشت (۱۳۴۵)
- نخاله قهرمان (۱۳۴۵)
- سه تا بزن‌بهادر (۱۳۴۴)
- افسانه دهکده (۱۳۴۳)
- جاهل‌ها و ژیگول‌ها (۱۳۴۳)
- چهار تا شیطون (۱۳۴۳)
- دزد شهر (۱۳۴۳)
- با معرفت‌ها (۱۳۴۲)